# Jerzy Góral
Jerzy Tadeusz Góral (ur. 30 stycznia 1944 w Warszawie, zm. 21 czerwca 2009) – polski prawnik, minister kultury i sztuki w 1993.

## Życiorys
Ukończył studia na Wydziale Prawa i Administracji Uniwersytetu Warszawskiego. W latach 1973–1984 pracował w Centrum Informacji Naukowej, Technicznej i Ekonomicznej, gdzie kierował działem organizacyjno-prawnym. Później był radcą prawnym Naczelnej Dyrekcji Archiwów Państwowych (1984–1988). Po zakończeniu pracy w NDAP został zastępcą dyrektora Wydawnictw Archidiecezji Warszawskiej. W latach 1990–1993 pełnił funkcję dyrektora Gabinetu Szefa Kancelarii Sejmu.
Od 11 lutego 1993 do 26 października 1993 sprawował urząd ministra kultury i sztuki w rządzie Hanny Suchockiej. Działał w tym czasie w Zjednoczeniu Chrześcijańsko-Narodowym. Później był m.in. członkiem rady nadzorczej Telewizji Polskiej i zastępcą szefa Kancelarii Sejmu. Od 2004 do śmierci zajmował stanowisko szefa Kancelarii Prezesa Naczelnego Sądu Administracyjnego.
W latach 1983–1988 publikował w „Przeglądzie Katolickim”. Był jednym ze współtwórców „Przeglądu Sejmowego” i członkiem redakcji tego pisma. Był także członkiem redakcji Zeszytów Naukowych Sądownictwa Administracyjnego.
Wchodził w skład Komisji Episkopatu do spraw Kultury. Zasiadał w Komisji Prawa Autorskiego. Wykładał na Akademii Teologii Katolickiej w Warszawie oraz w Collegium Civitas w Warszawie.
W 2004 odznaczony papieskim medalem Pro Ecclesia et Pontifice, a w 2009 (pośmiertnie) – Krzyżem Oficerskim Orderu Odrodzenia Polski.
Pochowany na warszawskim cmentarzu w Ursusie.